# Kenneth W. Dam
Kenneth W. Dam (ur. 10 sierpnia 1932 w Marysville, zm. 31 maja 2022) – amerykański prawnik, naukowiec, polityk.

## Działalność publiczna
Od 1982 do 1985 był zastępcą sekretarza stanu w administracji prezydenta Ronalda Reagana. A od 2001 do 2003 był zastępcą sekretarza skarbu w administracji prezydenta George’a W. Busha i kierował departamentem po rezygnacji sekretarza Paula H. O’Neilla.